# Capolona
Capolona is een gemeente in de Italiaanse provincie Arezzo (regio Toscane) en telt 5429 inwoners (31-12-2013). De oppervlakte bedraagt 47,4 km², de bevolkingsdichtheid is 115 inwoners per km².

## Demografie
Capolona telt ongeveer 1884 huishoudens. Het aantal inwoners steeg in de periode 1991-2001 met 10,7% volgens cijfers uit de tienjaarlijkse volkstellingen van ISTAT.
| Jaar | Inwoneraantal |
| ---- | ------------- |
| 1991 | 4344          |
| 2001 | 4807          |

## Geografie
De gemeente ligt op ongeveer 263 m boven zeeniveau.
Capolona grenst aan de volgende gemeenten: Arezzo, Castel Focognano, Castiglion Fibocchi, Subbiano, Talla.